# 韓文鉉
韓文鉉（1613年—1644年），又作韓文銓，號四水，陝西省西安府咸寧縣（今陝西省西安市）人，明末官员，進士出身。

## 生平
天啓七年（1627年）丁卯科陕西鄉試第四十四名舉人，崇禎七年（1634年），登甲戌科進士，户部觀政，八年授刑部河南司主事，九年改工部都水司主事，管器皿廠。崇禎十年丁丑杭州抽分，丁憂歸，十二年起補河南道監察御史，巡视西城。崇禎十五年（1642年），巡按真定。甲申降李自成，李自成在崇禎十七年（1644年）撤离北京返回西安時，授官山西太原节度使。韓文鉉与權将軍陈永福守太原拒清兵，力战城陷而死。